# روژه رولیون
روژه رولیون (فرانسوی: Roger Rolhion‎; ۴ ژانویهٔ ۱۹۰۹ – ۳۰ نوامبر ۱۹۷۷) بازیکن و مربی فوتبال اهل فرانسه بود.
از باشگاه‌هایی که در آن بازی کرده‌است می‌توان به باشگاه فوتبال مون‌پلیه و باشگاه فوتبال سن-اتین اشاره کرد.
وی همچنین در تیم ملی فوتبال فرانسه بازی کرده‌است.